# ارک -سو-مونتنو
ارک -سو-مونتنو (به فرانسوی: Arc-sous-Montenot) یک کمون در فرانسه است که در canton of Levier واقع شده‌است. ارک -سو-مونتنو ۱۰٫۷۲ کیلومتر مربع مساحت دارد.